# Ammilon
Ammilon (zm. 821 ?), arcybiskup Salzburga przez pół roku 821.
Miał być następcą pierwszego arcybiskupa Salzburga Arna, zmarłego w styczniu 821. Ponieważ w grudniu 821 znany jest już inny arcybiskup, Adalram, okres sprawowania godności przez Ammilona najwyżej mógł trwać dziesięć miesięcy.
O osobie arcybiskupa Ammilona wspomina Jan Leśny w artykule poświęconym Arnowi w Słowniku starożytności słowiańskich (tom VII, część II - suplement, 1984). Autor zaznacza, że istnienie Ammilona potwierdzają jedynie "niektóre źródła".